# Сент-Франсис (округ, Арканзас)
Сент-Фра́нсис (англ. Saint Francis County) — округ в штате Арканзас, США, с населением в 29 329 человек по статистическим данным переписи 2000 года. Столица округа находится в городе Форрест-Сити.
Округ был образован 13 октября 1827 года и получил своё название по имени реки Сент-Франсис, протекающей через территорию округа.

## География
По данным Бюро переписи населения США округ Сент-Франсис имеет общую площадь в 1664 квадратных километра, из которых 1642 кв. километра занимает земля и 22 кв. километра — вода. Площадь водных ресурсов округа составляет 1,33 % от всей его площади.

### Соседние округа
- Кросс — север
- Криттенден — восток
- Ли — юг
- Монро — юго-запад
- Вудрафф — северо-запад

## Демография
По данным переписи населения 2000 года в округе проживало 29 329 человек, 7 230 семей, насчитывалось 10 043 домашних хозяйства и 11 242 жилых дома. Средняя плотность населения составляла 46 человек на один квадратный километр. Расовый состав округа по данным переписи распределился следующим образом: 48,36 % белых, 49,01 % чёрных или афроамериканцев, 0,25 % коренных американцев, 0,56 % азиатов, 0,02 % выходцев с тихоокеанских островов, 1,40 % смешанных рас, 0,40 % — других народностей. Испано- и латиноамериканцы составили 4,88 % от всех жителей округа.
Из 10 043 домашних хозяйств в 35,30 % — воспитывали детей в возрасте до 18 лет, 46,90 % представляли собой совместно проживающие супружеские пары, в 20,80 % семей женщины проживали без мужей, 28,00 % не имели семей. 25,10 % от общего числа семей на момент переписи жили самостоятельно, при этом 10,80 % составили одинокие пожилые люди в возрасте 65 лет и старше. Средний размер домашнего хозяйства составил 2,65 человека, а средний размер семьи — 3,17 человека.
Население округа по возрастному диапазону по данным переписи 2000 года распределилось следующим образом: 27,90 % — жители младше 18 лет, 9,90 % — между 18 и 24 годами, 29,10 % — от 25 до 44 лет, 21,20 % — от 45 до 64 лет и 11,90 % — в возрасте 65 лет и старше. Средний возраст жителей округа составил 34 года. На каждые 100 женщин в округе приходилось 105,60 мужчины, при этом на каждых сто женщин 18 лет и старше приходилось 105,40 мужчины также старше 18 лет.
Средний доход на одно домашнее хозяйство в округе составил 26 146 долларов США, а средний доход на одну семью в округе — 30 324 доллара. При этом мужчины имели средний доход в 28 389 долларов США в год против 20 578 долларов США среднегодового дохода у женщин. Доход на душу населения в округе составил 12 483 доллара США в год. 23,10 % от всего числа семей в округе и 27,50 % от всей численности населения находилось на момент переписи населения за чертой бедности, при этом 38,70 % из них были моложе 18 лет и 23,10 % — в возрасте 65 лет и старше.

## Главные автодороги
- I-40
- US 70
- AR 1
- AR 38
- AR 50
- AR 75

## Населённые пункты
- Колдуэлл
- Кольт
- Форрест-Сити
- Хьюс
- Мадисон
- Палестин
- Уитли
- Уайднер